# Partecipanti al Giro di Danimarca 2024
Elenco dei partecipanti al Giro di Danimarca 2024.
Il Giro di Danimarca 2024 è stato la trentatreesima edizione della corsa. Alla competizione presero parte 19 squadre: 3 con licenza UCI World Tour 2024, 8 UCI ProTeam, 7 UCI Continental Team e una selezione nazionale danese.
Partenza con 133 ciclisti accreditati.

## Corridori per squadra
Nota: R ritirato, NP non partito, FT fuori tempo, SQ squalificato
| Lidl-Trek                  | Lidl-Trek                     | Lidl-Trek              | Uno-X Mobility        | Uno-X Mobility            | Uno-X Mobility        | Team DSM-Firmenich PostNL     | Team DSM-Firmenich PostNL     | Team DSM-Firmenich PostNL     |
| -------------------------- | ----------------------------- | ---------------------- | --------------------- | ------------------------- | --------------------- | ----------------------------- | ----------------------------- | ----------------------------- |
| N°                         | Ciclista                      | Clas.                  | N°                    | Ciclista                  | Clas.                 | N°                            | Ciclista                      | Clas.                         |
| 1                          | Kristian Egholm               | 87°                    | 11                    | Louis Bendixen            | 67°                   | 21                            | Tobias Lund Andresen          | 48°                           |
| 2                          | Liam O'Brien                  | 101°                   | 12                    | Carl-Frederik Bévort      | 116°                  | 22                            | Warren Barguil                | 14°                           |
| 3                          | Cole Kessler                  | 65°                    | 13                    | Rasmus Bøgh Wallin        | 105°                  | 23                            | Frank van den Broek           | 7°                            |
| 4                          | Matteo Milan                  | 81°                    | 14                    | Magnus Cort Nielsen       | 2°                    | 24                            | Johan Dorussen                | R 2ª                          |
| 5                          | Martin Pedersen               | 91°                    | 15                    | Andreas Leknessund        | 10°                   | 25                            | Alex Edmondson                | 92°                           |
| 6                          | Cameron Rogers                | 82°                    | 16                    | William Blume Levy        | 23°                   | 26                            | Nils Eekhoff                  | 70°                           |
| 7                          | Tim Torn Teutenberg           | 25°                    | 17                    | Niklas Larsen             | 113°                  | 27                            | Sean Flynn                    | 9°                            |
| Alpecin-Deceuninck         | Alpecin-Deceuninck            | Alpecin-Deceuninck     | UAE Team Emirates     | UAE Team Emirates         | UAE Team Emirates     | Lotto Dstny                   | Lotto Dstny                   | Lotto Dstny                   |
| N°                         | Ciclista                      | Clas.                  | N°                    | Ciclista                  | Clas.                 | N°                            | Ciclista                      | Clas.                         |
| 31                         | Søren Kragh Andersen          | 4°                     | 41                    | Sjoerd Bax                | 36°                   | 51                            | Jenno Berckmoes               | 5°                            |
| 32                         | Tobias Bayer                  | 38°                    | 42                    | Mikkel Bjerg              | R 3ª                  | 52                            | Logan Currie                  | 54°                           |
| 33                         | Michael Gogl                  | 6°                     | 43                    | Finn Fisher-Black         | 16°                   | 53                            | Jasper De Buyst               | 24°                           |
| 34                         | Jimmy Janssens                | 22°                    | 44                    | Álvaro Hodeg              | 103°                  | 54                            | Arnaud De Lie                 | 1°                            |
| 35                         | Jonas Rickaert                | 57°                    | 45                    | Domen Novak               | 111°                  | 55                            | Jarrad Drizners               | NP 2ª                         |
| 36                         | Marceli Bogusławski           | R 2ª                   | 46                    | Ivo Oliveira              | 52°                   | 56                            | Sébastien Grignard            | 41°                           |
| 37                         | Simon Dehairs                 | 79°                    | 47                    | Rui Oliveira              | 75°                   | 57                            | Florian Vermeersch            | 34°                           |
| Q36.5 Pro Cycling Team     | Q36.5 Pro Cycling Team        | Q36.5 Pro Cycling Team | Team Novo Nordisk     | Team Novo Nordisk         | Team Novo Nordisk     | VF Group-Bardiani CSF-Faizanè | VF Group-Bardiani CSF-Faizanè | VF Group-Bardiani CSF-Faizanè |
| N°                         | Ciclista                      | Clas.                  | N°                    | Ciclista                  | Clas.                 | N°                            | Ciclista                      | Clas.                         |
| 61                         | Walter Calzoni                | 58°                    | 71                    | Matyáš Kopecký            | 15°                   | 81                            | Luca Colnaghi                 | 53°                           |
| 62                         | Filippo Conca                 | 21°                    | 72                    | Andrea Peron              | 60°                   | 82                            | Lorenzo Conforti              | 88°                           |
| 63                         | Frederik Frison               | 20°                    | 73                    | Hamish Beadle             | 104°                  | 83                            | Filippo Magli                 | 13°                           |
| 64                         | Tobias Ludvigsson             | 55°                    | 74                    | Filippo Ridolfo           | 80°                   | 84                            | Mattia Pinazzi                | 84°                           |
| 65                         | Giacomo Nizzolo               | 49°                    | 75                    | Alessandro Perracchione   | 44°                   | 85                            | Manuele Tarozzi               | 66°                           |
| 66                         | Nicolò Parisini               | 17°                    | 76                    | Antonio Polga             | 96°                   | 86                            | Alessandro Tonelli            | 32°                           |
| 67                         | Rory Townsend                 | NP 5ª                  | 77                    | Nathan Smith              | R 5ª                  | 87                            | Enrico Zanoncello             | 51°                           |
| TDT-Unibet                 | TDT-Unibet                    | TDT-Unibet             | Team Flanders-Baloise | Team Flanders-Baloise     | Team Flanders-Baloise | Tudor Pro Cycling Team        | Tudor Pro Cycling Team        | Tudor Pro Cycling Team        |
| N°                         | Ciclista                      | Clas.                  | N°                    | Ciclista                  | Clas.                 | N°                            | Ciclista                      | Clas.                         |
| 91                         | Abram Stockman                | 47°                    | 101                   | Alex Colman               | 18°                   | 111                           | Tom Bohli                     | 56°                           |
| 92                         | Andreas Stokbro               | 26°                    | 102                   | Jules Hesters             | 46°                   | 112                           | Sebastian Kolze Changizi      | 95°                           |
| 93                         | Hartthijs de Vries            | 19°                    | 103                   | Jasper Dejaegher          | R 4ª                  | 113                           | Arvid de Kleijn               | 93°                           |
| 94                         | Jelle Johannink               | 12°                    | 104                   | Aaron Van Poucke          | 73°                   | 114                           | Lucas Eriksson                | 35°                           |
| 95                         | Nicklas Amdi Pedersen         | 78°                    | 105                   | Dylan Vandenstorm         | 33°                   | 115                           | Alexander Kamp                | 40°                           |
| 96                         | Sebastian Nielsen             | 59°                    | 106                   | Ward Vanhoof              | 31°                   | 116                           | Joël Suter                    | 118°                          |
| 97                         | Tomáš Kopecký                 | 29°                    | 107                   | Victor Vercouillie        | 61°                   | 117                           | Matteo Trentin                | 8°                            |
| Team Coop-Repsol           | Team Coop-Repsol              | Team Coop-Repsol       | Mazowsze Serce Polski | Mazowsze Serce Polski     | Mazowsze Serce Polski | Parkhotel Valkenburg          | Parkhotel Valkenburg          | Parkhotel Valkenburg          |
| N°                         | Ciclista                      | Clas.                  | N°                    | Ciclista                  | Clas.                 | N°                            | Ciclista                      | Clas.                         |
| 121                        | Anton Stensby                 | 27°                    | 131                   | Tomasz Budziński          | 71°                   | 141                           | Jelte Krijnsen                | 43°                           |
| 122                        | Magnus Sørbø                  | 69°                    | 132                   | Konrad Czabok             | 117°                  | 142                           | Yanne Dorenbos                | R 2ª                          |
| 123                        | Karsten Larsen Feldman        | 86°                    | 133                   | Jakub Kaczmarek           | 62°                   | 143                           | Jesper Rasch                  | 115°                          |
| 124                        | Kalle Kvam                    | 97°                    | 134                   | Tobiasz Pawlak            | 94°                   | 144                           | Martijn Rasenberg             | 77°                           |
| 125                        | Johan Ravnøy                  | 100°                   | 135                   | Michał Pomorski           | R 3ª                  | 145                           | Maxime Duba                   | 99°                           |
| 126                        | Halvor Utengen Sandstad       | 72°                    | 136                   | Maksymilian Radosz        | R 2ª                  | 146                           | Nils Sinschek                 | 109°                          |
| 127                        | Daniel Vold                   | 110°                   | 137                   | Franciszek Kaczorowski    | R 5ª                  | 147                           | Luke Verburg                  | 76°                           |
| Airtox-Carl Ras            | Airtox-Carl Ras               | Airtox-Carl Ras        | BHS-PL Beton Bornholm | BHS-PL Beton Bornholm     | BHS-PL Beton Bornholm | Team ColoQuick                | Team ColoQuick                | Team ColoQuick                |
| N°                         | Ciclista                      | Clas.                  | N°                    | Ciclista                  | Clas.                 | N°                            | Ciclista                      | Clas.                         |
| 151                        | Mads Andersen                 | 39°                    | 161                   | Tobias Hansen Aagaard     | 108°                  | 171                           | Joshua Gudnitz                | 11°                           |
| 152                        | Magnus Bak Klaris             | 42°                    | 162                   | Mikkel Øritsland          | 106°                  | 172                           | Emil Toudal                   | 68°                           |
| 153                        | Mathias Alexander Erik Larsen | 98°                    | 163                   | Victor Grue Enggaard      | 114°                  | 173                           | Nikolaj Mengel                | 83°                           |
| 154                        | Alexander Arnt Hansen         | 85°                    | 164                   | Martin Szokody            | 112°                  | 174                           | Aksel Bech Skot-Hansen        | R 5ª                          |
| 155                        | Daniel Stampe                 | 45°                    | 165                   | Jacob Maegaard Schebye    | 63°                   | 175                           | Tore Troelsen                 | 30°                           |
| 156                        | Stian Rosenlund               | 89°                    | 166                   | Andreas Krogh Jensen      | 107°                  | 176                           | Simon Bak                     | 28°                           |
| 157                        | Frederik Bjørn Sørensen       | R 2ª                   | 167                   | Mads-Emil Dupont Hougaard | 74°                   | 177                           | Pelle Køster Mikkelsen        | 90°                           |
| Selezione nazionale danese |                               |                        |                       |                           |                       |                               |                               |                               |
| N°                         | Ciclista                      | Clas.                  |                       |                           |                       |                               |                               |                               |
| 181                        | Anders Foldager               | 3°                     |                       |                           |                       |                               |                               |                               |
| 182                        | Mathias Norsgaard             | R 2ª                   |                       |                           |                       |                               |                               |                               |
| 183                        | Julius Johansen               | 50°                    |                       |                           |                       |                               |                               |                               |
| 184                        | Malte Hellerup                | 64°                    |                       |                           |                       |                               |                               |                               |
| 185                        | Johan Price-Pejtersen         | R 2ª                   |                       |                           |                       |                               |                               |                               |
| 186                        | Adam Holm Jørgensen           | 37°                    |                       |                           |                       |                               |                               |                               |
| 187                        | Kasper Andersen               | 102°                   |                       |                           |                       |                               |                               |                               |